# ロナルド・タカキ
ロナルド・トシユキ・タカキ（Ronald Toshiyuki Takaki、1939年4月12日 - 2009年5月26日）は、アメリカ合衆国の歴史家、民族学者。日系3世としてハワイのオアフ島に生まれ、アジア系アメリカ人に向けられたステレオタイプ、例えば、モデル・マイノリティ（Model minority）概念などについて論じた。

## 生い立ち
ロナルド・タカキはハワイ州オアフ島の低所得者層の多い地域で育った。タカキは、サトウキビのプランテーションで働いていた、日本からの移民の子孫であった。タカキは7歳のときに父を亡くし、母と、中国系の養父によって育てられた。少年時代のタカキは、学問よりもサーフィンに熱中しており、（踵ではなく）足の指をすべてを使う独特のスタイルから「10-toes Takaki（10の踵をもつタカキ）」と渾名された。高校のとき、日系アメリカ人の教師が大学への進学を勧め、オハイオ州ウースターのウースター大学への推薦状を書いてくれた。
学部生時代の経験から、タカキは、終生の業績の基礎となる問いと向き合うことになった。当時キャンパスにいた、たった2人のアジア系アメリカ人の1人として、タカキは自らのエスニック・アイデンティティに対し、新たな意識をもつようになった。タカキは、1961年に歴史学の学士号を得た。
カリフォルニア大学バークレー校の大学院に進学したタカキは、1962年に修士号、1967年にはアメリカ史でPh.D.を取得した。タカキの博士論文は、アメリカ合衆国の奴隷制度を主題とし、奴隷制度を正当化する議論に焦点を当てたものであった。この論文は、後に、タカキの最初の著作『A Pro-Slavery Crusade: the Agitation to Reopen the African Slave Trade（奴隷制度支持の十字軍：アフリカ奴隷貿易再開を求める弁説）』となった。

## 研究者としての業績
タカキは、カリフォルニア大学ロサンゼルス校で最初の教職に就き、同校で最初の「黒人の歴史」（Black History）の授業を担当した。授業の初日、学生の1人が「この授業では『革命の戦術』について何を学べるのか？」と質問した。タカキ自身の後年の回想によると、このときタカキは、即座に、学生諸君には批判的思考と効果的文章表現の技法を習得してほしいし、それこそが革命的なことにつながるかもしれない、と応じたという。
1972年にバークレーの教職に就いたタカキは、「アメリカにおける人種不平等：比較論的観点」という研究コースを担当し、やがてそれは学部のエスニック研究専攻課程と、エスニック研究専攻の博士課程プログラムへと発展した。以降、30年以上にわたって、この課程の拡大に大きな貢献をし続けた。タカキはまた、バークレーにおける必修科目として多文化を学ぶ「アメリカの諸文化」の開発にも関わった。この動きは、いわゆる「ポリティカル・コレクトネス」に批判的な立場から厳しく非難された。2004年に引退するまで、タカキはアジア系アメリカ人研究（Asian American Studies）担当の教授職を永く務めたタカキは、その見識や教育実践、著作によって、世界中の各地で、自身の考えを様々な人々と共有する機会をもった。

## より広い文脈に置かれた人生
個人的な経験から触発されたタカキは、アジア系アメリカ人やその他の人々に平等をもたらすために人生をかけて働いた。
タカキの妻（日系ではない）の家族が、タカキのことを、皆と同じ生まれながらのアメリカ市民としてではなく、「ジャップ」としてしか見ることができず、家族として受け入れることを拒んだとき、タカキの人生にやがて発展していく種子が蒔かれたのであった。

## 死
2009年5月26日、タカキはカリフォルニア州バークレーで自殺した。タカキの息子トロイによると、多発性硬化症を20年近く患った末のことであった。

## 受賞歴
- 2009年、アジア系アメリカ人研究学会（Association of Asian American Studies, AAAS）、生涯功労賞（Lifetime Achievement Award）[12]
- 2002年、ベイエリア書評家協会（Bay Area Book Reviewers Association）、フレッド・コーディ生涯功労賞（Fred Cody Lifetime Achievement Award）[9]
- 2002年、Asia Pacific Council（不詳）、生涯功労賞
- 1995年、アメリカ歴史家協会（Society of American Historians, SAH）[13]
- 1993年、コーネル大学、メッセンジャー講演（Messenger Lecturer）[13]

## 主な著作
ロナルド・タカキによる著作、タカキについての著作を OCLC/WorldCat で統計的に概観すると、50以上の著作が、3カ国語70点以上の形態で、2,000件以上の図書館所蔵件数がある。
- 1971 -- A Pro-slavery Crusade: The Agitation to Reopen the African Slave Trade. New York: Free Press. ISBN 0-029-32430-0; ISBN 978-0-029-32430-1; OCLC 135218
- 1978 -- Iron cages: race and culture in nineteenth-century America. New York: Alfred A. Knopf. ISBN 0-394-48310-3; ISBN 978-0-394-48310-8; OCLC 5171987
- 1984 -- Pau Hana: Plantation Life and Labor in Hawaii, 1835-1920. Honolulu: University of Hawaii Press. ISBN 0-824-80956-4; ISBN 978-0-824-80956-0; OCLC 13847902

日本語訳：タカキ, ロナルド 著、富田虎男、白井洋子 訳『パウ・ハナ ― ハワイ移民の社会史』刀水書房、東京〈刀水歴史全書〉、1986年1月、293頁。ISBN 978-4887080713。
- 1989 -- Strangers from a Different Shore: A History of Asian Americans. Boston: Little, Brown and Company. ISBN 0-833-56169-3; ISBN 978-0-833-56169-5; OCLC 80125499

日本語訳：タカキ, ロナルド 著、阿部紀子、石松久幸 訳『もう一つのアメリカン・ドリーム―アジア系アメリカ人の挑戦』岩波書店、東京、1996年11月28日、363頁。ISBN 978-4000022996。
- 1993 -- Violence in the Black Imagination: Essays and Documents. Oxford: Oxford University Press. ISBN 0-195-08249-4; ISBN 978-0-195-08249-4; OCLC 26858128
- 1993 -- A Different Mirror: A History of Multicultural America. Boston: Little, Brown and Company. ISBN 0-316-83112-3; ISBN 978-0-316-83112-3; OCLC 243768090 - 英語版ウィキペディアの記事

日本語訳：タカキ, ロナルド 著、富田虎男 訳『多文化社会アメリカの歴史―別の鏡に映して』明石書店、東京、1995年11月、802頁。ISBN 978-4750307626。
- 1994 -- Issei and Nisei: The Settling of Japanese America, with Rebecca Steoff. New York: Facts On File. ISBN 0791021793; ISBN 9780791021798; OCLC 28675449
- 1994 -- From the Land of Morning Calm: The Koreans in America. New York: Chelsea House Publishers. ISBN 0-791-02181-5; ISBN 978-0-791-02181-1; OCLC 29478707
- 1994 -- From Different Shores: Perspectives on Race and Ethnicity in America. Oxford: Oxford University Press. ISBN 0-195-08368-7; ISBN 978-0-195-08368-2; OCLC 28332474
- 1994 -- Ethnic Islands: The Emergence of Urban Chinese America. New York: Chelsea House. ISBN 0-791-02180-7; ISBN 978-0-791-02180-4; OCLC 28965757
- 1995 -- Lives of Notable Asian Americans: Business, Politics, Science with Angelo Ragaza. New York: Chelsea House. ISBN 0-791-02189-0; ISBN 978-0-791-02189-7; OCLC 31239410
- 1995 -- India in the West: South Asians in America. New York: Chelsea House. ISBN 0-791-02186-6; ISBN 978-0-791-02186-6; OCLC 30360857
- 1995 -- Hiroshima: Why America Dropped the Atomic Bomb. Boston: Little Brown and Company. ISBN 0-316-83124-7; ISBN 978-0-316-83124-6; OCLC 35272716

日本語訳：タカキ, ロナルド 著、山岡洋一 訳『アメリカはなぜ日本に原爆を投下したのか』草思社、東京、1995年6月、206頁。ISBN 978-4794206145。
- 2001 -- Double Victory: A Multicultural History of America in World War II. Boston: Back Bay. ISBN 0-316-83156-5; ISBN 978-0-316-83156-7; OCLC 47828820

日本語訳：タカキ, ロナルド 著、大和弘毅 訳『ダブル・ヴィクトリー―第二次世界大戦は、誰のための戦いだったのか?』柏艪舎、札幌、2004年11月、342頁。ISBN 978-4434051609。
- 2002 -- Debating Diversity: Clashing Perspectives on Race and Ethnicity in America. Oxford: Oxford University Press. ISBN 0-195-14651-4; ISBN 978-0-195-14651-6; OCLC 48013647